# Lioubavitchi
Lioubavitchi (russe : Люба́вичи; yiddish : ליובאוויטש, Lyubavitsh; polonais : Lubawicze) est un village du district de Rudnyansky dans l'oblast de Smolensk en Russie.

## Histoire
Le village existe depuis au moins 1654, à l'époque il était sur le territoire de la république des Deux Nations. En 1784, il est mentionné comme une petite ville puis une propriété de la famille Lubomirski. Après la partition de la Pologne, le village est annexé par l'Empire russe. Lors de l'invasion française de la Russie en 1812, le village est occupé par les troupes napoléoniennes pendant deux semaines.
Sous l'Empire russe, le village était un shtetl, une « bourgade juive », du gouvernement de Moguilev. En 1857, la population s'élève à 2 500 habitants. Une autre source des années 1880 recense une population totale de 1 516 habitants (dont une population juive de 978 habitants). Le village comptait 313 maisons, deux églises orthodoxes russes et deux shuls ainsi que des oratoires juifs.
Le village est surtout connu dans le monde comme ayant donné son nom au Chabad-Loubavitch, branche du judaïsme hassidique.
À la fin du 19e–début du XXe siècle, le plus grand marché du gouvernement de Moguilev est dans le village avec un chiffre d'affaires de plus de 1,5 million de roubles. Après la Révolution d'octobre, les dirigeants du mouvement hassidique quittent la ville et la population juive diminue progressivement ou s'assimile sous la pression des Soviétiques.
Au cours de la Seconde Guerre mondiale, le 4 novembre 1941, les nazis et leurs collaborateurs massacrent 483 Juifs du village.

## Galerie

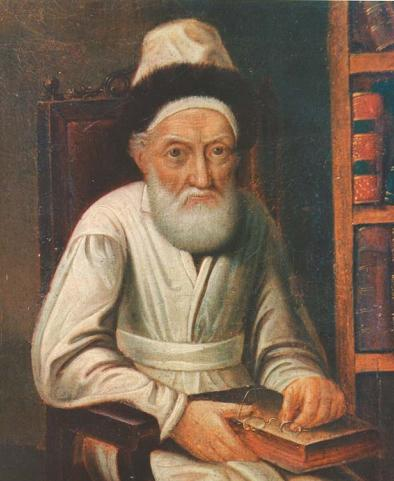
Menachem Mendel Schneersohn (1789-1866), 3e rabbi du mouvement Chabad est enterré à Lioubavitchi, avec son successeur Shmuel Schneersohn (1834-1882)
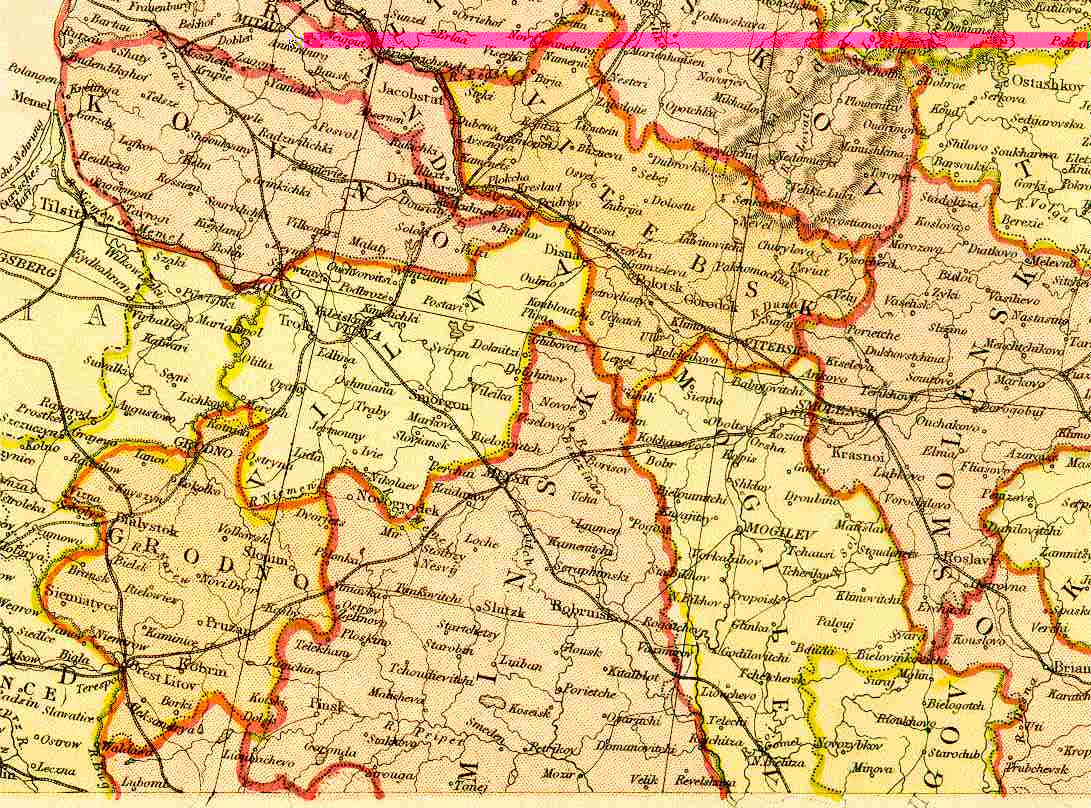
Carte de 1882 de l'Empire russe, Lioubavitchi était sur le territoire du gouvernement de Moguilev (Biélorussie)
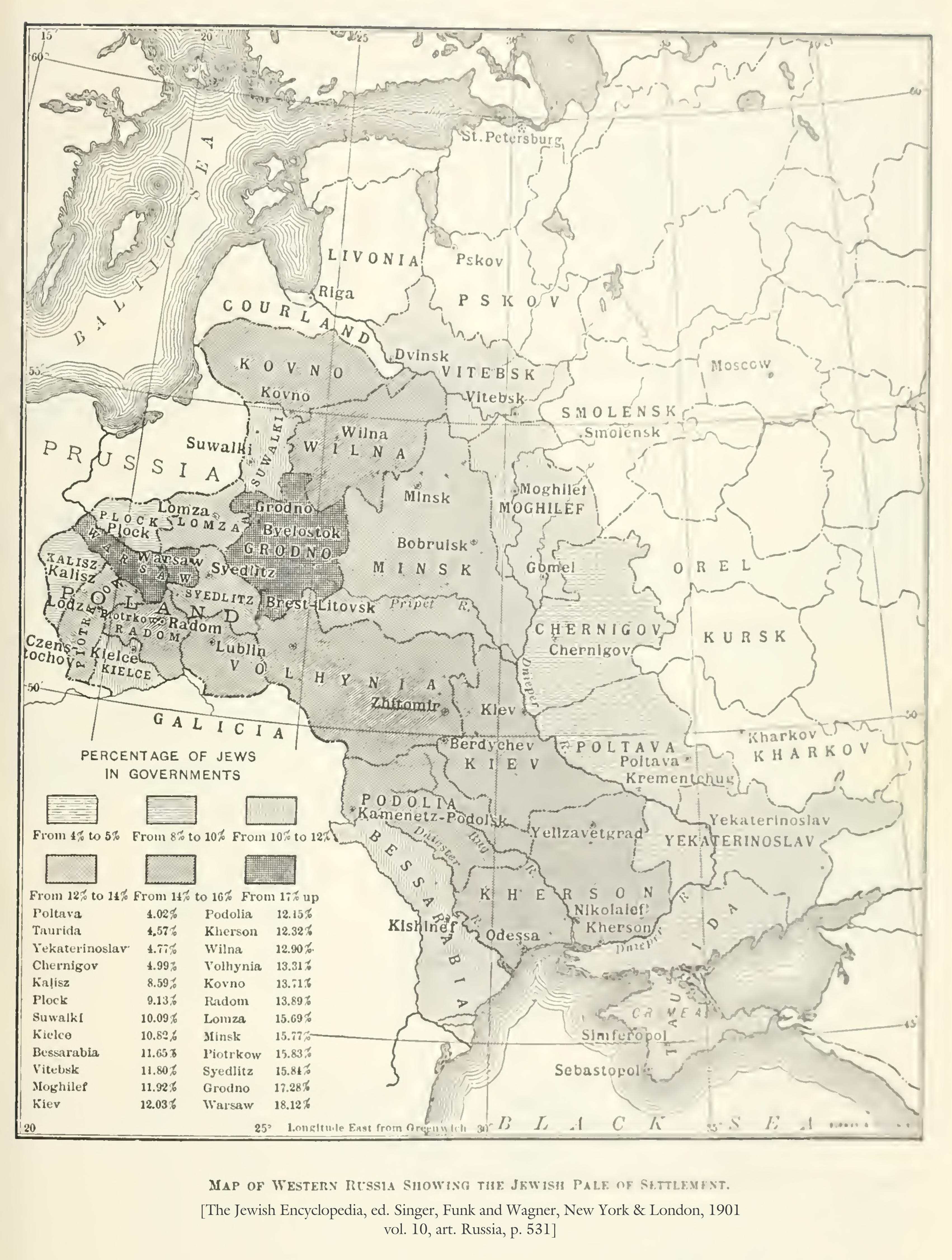
Zone de résidence où les Juifs étaient contraints à vivre montre de le gouvernement de Moguilev au bord nord-est.
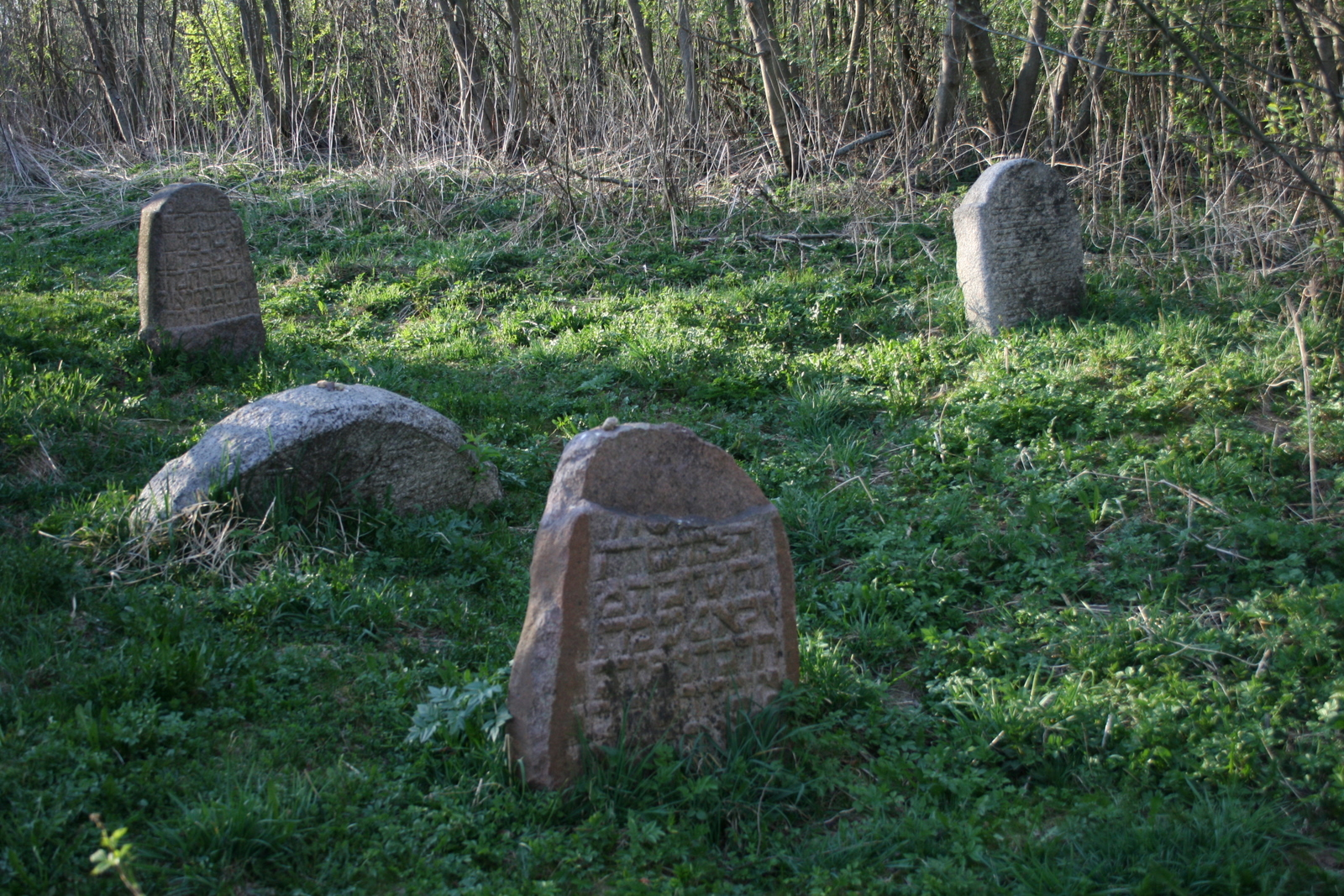
Cimetière juif de Lioubavitchi
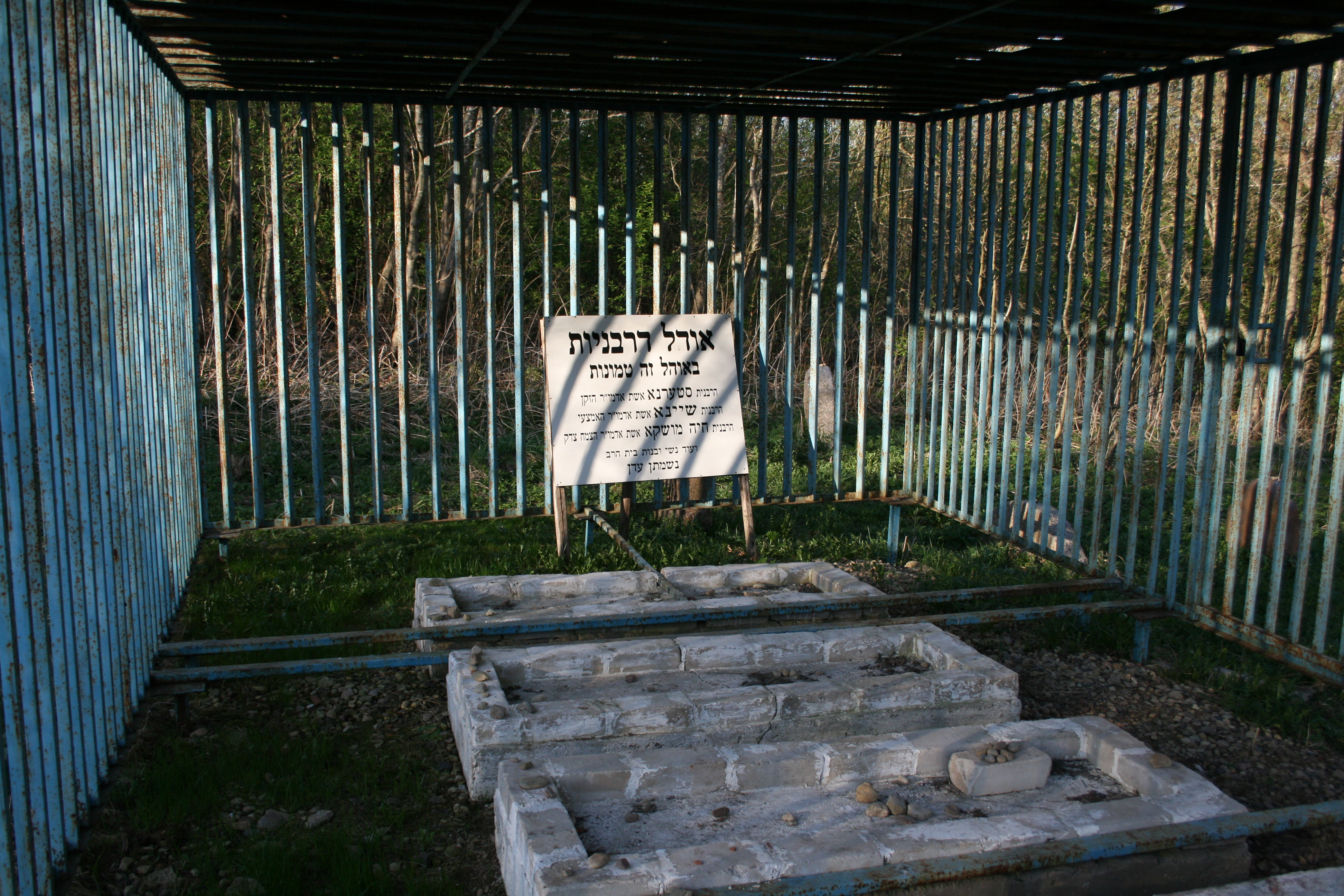
Ohel (caveau) montrant ici les tombes de femmes Chabad-Loubavitch
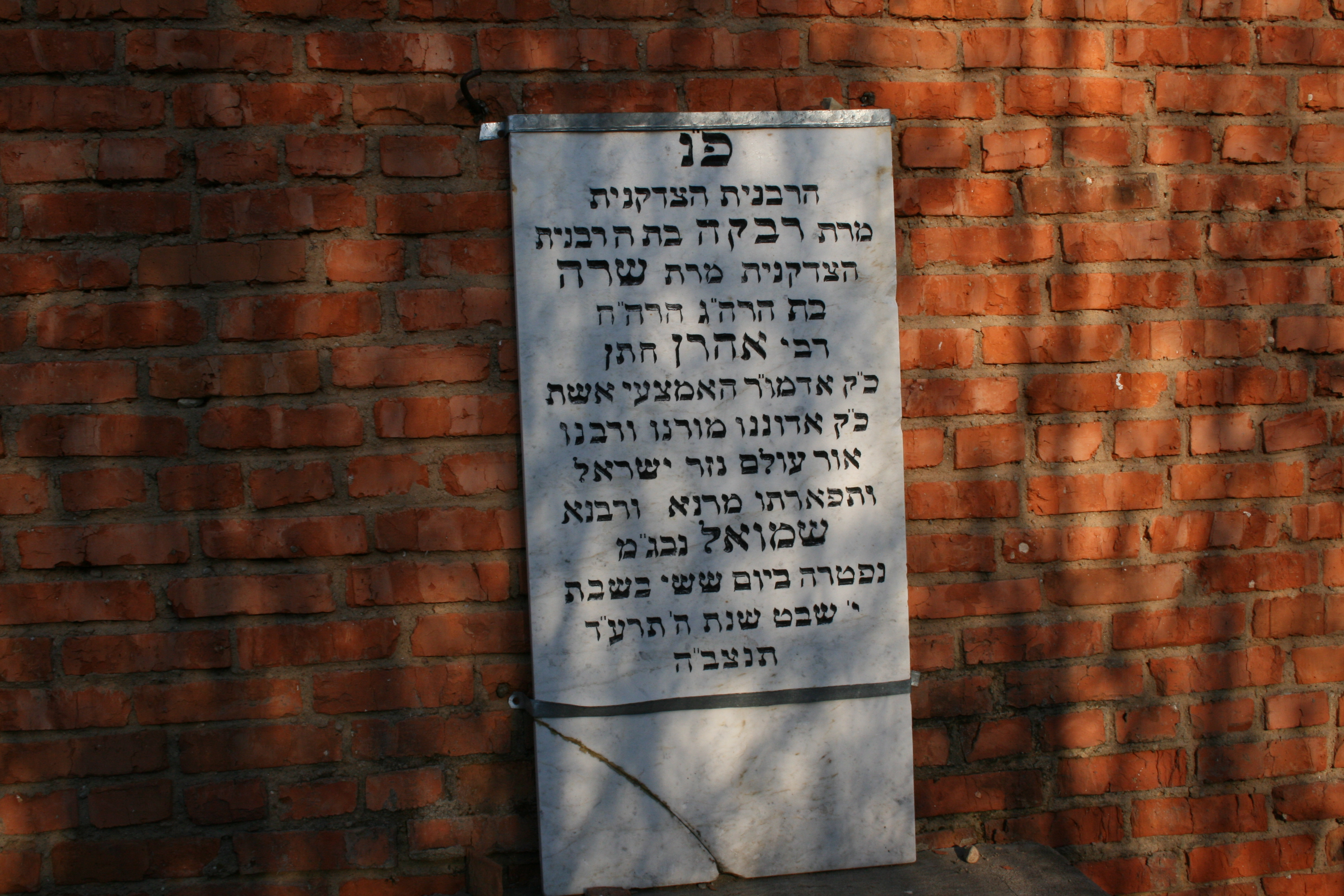
Tombe de Chabad-Loubavitch

### Sources
(octobre 2023).
Le contenu est difficilement compréhensible vu les erreurs de traduction, qui sont peut-être dues à l'utilisation d'un logiciel de traduction automatique.
- Администрация Смоленской области. Постановление №261 от 30 апреля 2008 г. «Об утверждении реестра административно-территориальных единиц и территориальных единиц Смоленской области», в ред. Постановления №464 от 27 июня 2014 г. «О внесении изменений в реестр административно-территориальных единиц и территориальных единиц Смоленской области». Опубликован: База данных "Консультант-плюс". (Administration de l'oblast de Smolensk, résolution n°261 du 30 avril 2008 Sur l'adoption du registre des unités administratives-territoriales et des unités territoriales de l'oblast de Smolensk, tel que modifié par la résolution n°464 du 27 juin 2014 Modifiant le registre des unités administratives-territoriales et des unités territoriales de l'oblast de Smolensk).
- Смоленская областная Дума. Закон №76-з от 1 декабря 2004 г. «О наделении статусом муниципального района муниципального образования Руднянский район Смоленской области, об установлении границ муниципальных образований, территории которых входят в его состав, и наделении их соответствующим статусом», в ред. Закона №111-з от 23 ноября 2011 г. «О внесении изменений в областной Закон "О наделении статусом муниципального района муниципального образования Руднянский район Смоленской области, об установлении границ муниципальных образований, территории которых входят в его состав, и наделении их соответствующим статусом"». Вступил в силу со дня официального опубликования. Опубликован: "Вестник Смоленской областной Думы и Администрации Смоленской области", №12, часть II, стр. 104, 5 декабря 2004 г. (Oblast de Smolensk à la Douma, loi n°76-z du 1er décembre 2004 De l'octroi du statut d'arrondissement municipal à l'entité municipale district Roudnianski de l'oblast de Smolensk, de l'établissement des frontières de l'entité municipale, des territoires qu'elle comprend, et de l'attribution à ceux-ci d'un statut approprié, tel que modifié par la loi n°111-z du 23 novembre 2011 Sur la modification de l'oblast de Loi "relative à l'octroi du statut de l'arrondissement municipal de la municipalité de formation de Rudnyansky district de l'oblast de Smolensk, sur l'établissement des frontières de l'municipal formations dont les territoires qu'elle comprend, et sur leur accordant un statut approprié". Effective à compter de la date officielle de publication.).